# Пантович, Милош (футболист, 1996)
Милош Пантович (серб. Милош Пантовић; родился 7 июля 1996, Мюнхен, Германия) — сербский футболист, нападающий клуба «Эйпен».
Пантович родился в Германии, но после его родители вернулись в Сербию.

## Клубная карьера
Пантович — воспитанник немецкого клуба «Бавария». Для получения игровой практики Милош выступал за команду дублёров. 17 октября 2015 года в матче против «Вердера» он дебютировал в Бундеслиге за основной состав. В 2016 году Милош стал чемпионом Германии, а через года стал обладателем Суперкубка страны. Летом 2018 года контракт Пантовича закончился и он на правах свободного агента перешёл в «Бохум».

## Достижения
«Бавария»
- Чемпион Германии: 2015/16
- Обладатель Суперкубка Германии: 2017